# ویدیوکلوب
ویدیوکلوب (به سبک VIDEOCLUB)، یک پروژه موسیقی فرانسوی بود که در سال ۲۰۱۸ توسط ادل کستیون و متیو رینود در نانت فرانسه شکل گرفت.
آنها با آهنگ "Amour Plastique" که در سپتامبر ۲۰۱۸ منتشر گردید و تا می ۲۰۲۳ بیش از ۱۱۰ میلیون بازدید در یوتوب داشته‌است، شناخته شده‌اند. از مشخصه‌های این دوئت، تصویرگری خودشان به عنوان یک زوج عاشق بوده‌است.
این آهنگ برای اولین بار در اواخر سپتامبر در شبکه اجتماعی تیک تاک مورد استفاده قرار گرفت. ثمره پروژه، ۷ تک آهنگ، یک همکاری و یک آلبوم استودیویی به نام Euphories بوده‌است. در ۳۱ مارس ۲۰۲۱، این دو نفر اعلام کردند که متیو به دلیل جدایی زوج، پروژه را ترک خواهد کرد.

## تاریخچه شکل‌گیری
پیش از شکل‌گیری ویدیو کلوب، کستیون یک بازیگر بود و کانال یوتیوب خود را داشت، در حالی که رینود پیشه موسیقی را با پدرش که یک موسیقیدان بود آغاز کرد. کستیلون و رینود از طریق یک دوست مشترک با هم آشنا شدند و پس از آن تصمیم گرفتند با هم موسیقی بسازند.

## سبک موسیقایی و تأثیرپذیری‌ها
سبک موسیقی این گروه به شدت تحت تأثیر موسیقی در طول دهه ۸۰ میلادی بوده‌است، اما از موسیقی معاصر نیز الهام می‌گیرد. آنان از هنرمندانی چون اودزن، سوپرباس، فوو، وندردی سور مر، دینز، مک دی مارکو، تیم ایمپالا، و کروماتیکز به عنوان منابع الهام بخش موسیقی گروه یاد کرده‌اند. به ویژه، ریف‌های گیتار رینود تحت تأثیر گروه‌های دهه ۸۰ مانند کیور، نیو اردر و پیکسیز بوده‌است. این دو همچنین برای اشعار خود از فیلم‌های ژاک دمی الهام گرفته‌اند.

## ترانه‌شناسی

### آلبوم‌های استودیویی
| عنوان     | مشخصات | رتبه در جداول جهانی | رتبه در جداول جهانی |
| عنوان     | مشخصات | FRA                 | BEL (Wa)            |
| --------- | --- | ------------------- | ------------------- |
| Euphories | - تاریخ انتشار: ۲۹ ژانویه، ۲۰۲۱ - ناشر: Petit Lion Productions, سونی میوزیک - فرمتها: CD, LP, cassette, digital download | ۳۰                  | ۵۴                  |

### تک آهنگها
| عنوان                               | سال  | رتبه در جداول جهانی | رتبه در جداول جهانی | آلبوم            |
| عنوان                               | سال  | FRA                 | BEL (Wa)            | آلبوم            |
| ----------------------------------- | ---- | ------------------- | ------------------- | ---------------- |
| "Amour Plastique"                   | ۲۰۱۸ | —                   | —                   | Euphories        |
| "Roi"                               | ۲۰۱۸ | —                   | —                   | Euphories        |
| "En nuit"                           | ۲۰۱۹ | ۹۸                  | ۴۴                  | Euphories        |
| "What Are You so Afraid Of"         | ۲۰۱۹ | —                   | —                   | Euphories        |
| "Mai"                               | ۲۰۱۹ | —                   | —                   | Euphories        |
| "Enfance 80"                        | ۲۰۲۰ | —                   | —                   | Euphories        |
| "Euphories"                         | ۲۰۲۰ | —                   | ۳۴                  | Euphories        |
| "Enfance 80" (with Natalia Lacunza) | ۲۰۲۰ | ۷۶                  | —                   | Non-album single |
| "SMS"                               | ۲۰۲۱ | —                   | —                   | Euphories        |